# سوري كابا
سوري كابا (مواليد 10 أبريل 1995) هو لاعب كرة قدم غيني يلعب كمهاجم في نادي ميتييلاند.